# Tükröm, tükröm (regény)
A Tükröm, tükröm egy 2003-ban megjelent fantasy regény, melynek írója Gregory Maguire. Jellegét tekintve a Hófehérke című mese feldolgozása.

## Cselekmény
|  | Alább a cselekmény részletei következnek! |

A mű a 16. századi Olaszországban játszódik, tulajdonképpen a Hófehérke című klasszikus mese olasz környezetbe, a Borgiák idejébe való átültetése. Maga a cselekmény Don Vicente de Nevada birtokán indul, ahol a nemes úr hétéves kislányával, Biancával és néhány fős személyzetével él. A történet kezdetén de Nevada a birtokától nem messze egy rejtélyes tükörre bukkan, ami valójában a törpök tulajdona, csakhogy a megmunkálás során elkallódott tőlük, mely azonban nem jelenti azt, hogy ne tartanának rá többé igényt: miután a tükör a nemeshez kerül, a törpék egyike szinte a történet egészén át követi Vincentet, hogy visszakérje tulajdonukat.
A történet akkor kezd igazán izgalmassá válni, mikor egy nap Lucrezia Borgia és testvére Cesare – akiknek egymáshoz fűződő viszonya teljességgel kifürkészhetetlen – fel nem tűnnek a színen, ugyanis Cesare egy szent ereklye felkutatására küldi Vincentet. Míg az apa távol van, kénytelen az őt elküldő Borgiákra hagyni kislányát, aki időközben gyönyörű hajadonná cseperedik. Szépsége szörnyű féltékenységet ébreszt Lucreziában, hisz nem állhatja, hogy a lány elvonja róla Cesare figyelmét. Hogy megszabaduljon a tőle, egy favágót bérel fel, hogy ölje meg Biancát, de a lánynak sikerül elmenekülnie. Menekülés közben, a sűrű, sötét erdőben akad össze a hét törpével, akik nyolcadik társukat és a tükröt keresik. Az apa hazatér és egy bizonyos alma is felbukkan...
|  | Itt a vége a cselekmény részletezésének! |

## Külső hivatkozások
- Gregory Maguire Weboldala
- Amazon könyvajánló
- Goodreads könyvajánló